# Бартоломе Сальва Відаль
Бартоломе Сальва Відаль (ісп. Bartolomé Salvá Vidal; нар. 20 листопада 1986) — колишній іспанський тенісист.
Найвищу одиночну позицію світового рейтингу — 288 місце досяг 29 жовтня 2007, парну — 133 місце — 3 грудня 2007 року.
Завершив кар'єру 2008 року.

## Фінали Туру ATP

### Парний розряд: 2 (2 поразки)
| Легенда                                     |
| ------------------------------------------- |
| Турніри Великого шолома (0–0)               |
| Чемпіонати закінчення сезону (0–0)          |
| Серія Мастерс 1000 Світового Туру ATP (0–0) |
| Summer Olympics (0–0)                       |
| Серія 500 Світового туру ATP (0–1)          |
| Серія 250 Світового туру ATP (0–1)          |

| Титули за покриттям |
| ------------------- |
| Тверде (0–1)        |
| Ґрунт (0–1)         |
| Трава (0–0)         |
| Килим (0–0)         |

| Титули by Місце      |
| -------------------- |
| Відкритий корт (0–2) |
| Закритий корт (0–0)  |

| Результат | В-П | Дата     | Турнір                  | Рівень      | Покриття | Партнер        | Суперники                     | Рахунок            |
| --------- | --- | -------- | ----------------------- | ----------- | -------- | -------------- | ----------------------------- | ------------------ |
| Поразка   | 0–1 | Січ 2007 | Maharashtra Open, Індія | Інтернешнл  | Тверде   | Рафаель Надаль | Ксав'є Малісс Дік Норман      | 6–7(4–7), 6–7(4–7) |
| Поразка   | 0–2 | Кві 2007 | Barcelona Open, Іспанія | Інтер. Ґолд | Ґрунт    | Рафаель Надаль | Андрей Павел Александер Васке | 3–6, 6–7(1–7)      |

## Фінали челленджерів Туру ATP

### Парний розряд: 1 (1 поразка)
| Результат | В-П | Дата     | Турнір              | Покриття | Партнер       | Суперники                                | Рахунок                |
| --------- | --- | -------- | ------------------- | -------- | ------------- | ---------------------------------------- | ---------------------- |
| Поразка   | 0–1 | Лис 2007 | Асунсьйон, Парагвай | Ґрунт    | Адріан Гарсія | Карлос Берлок Мартін Вассальйо Аргуельйо | 5–7, 7–6(7–5), [11–13] |